# Montes Riphaeus
Montes Riphaeus (lateinisch „Riphäengebirge“) ist ein zerklüfteter Gebirgszug auf dem Erdmond.
Es befindet sich am westlichen resp. nordwestlichen Rand des Mare Cognitum am südöstlichen Ende des Oceanus Procellarum. Der Höhenzug verläuft hauptsächlich von Nord nach Nordost bzw. von Nordnordost nach Südsüdwest.
Das Gebirge befindet sich auf den geographischen Koordinaten 7,7° S, 28.1° W. Der Durchmesser beträgt 190 km. Etwa 100 km nördlich befindet sich der Krater Lansberg.
Namensgeber ist ein antikes Gebirge, das nicht sicher lokalisiert ist, siehe Riphäen.